# 八束水村
八束水村（やつかみそん）は、鳥取県気多郡・気高郡にあった村、自治体である。

## 概要
現在の鳥取市気高町八束水に相当し、長尾鼻の東の基部の海岸部に位置した。
八束水は当時島根県の管轄だった1877年（明治10年）に誕生した村で、それ以前は姫路村（枝郷に船磯村があり）と姉泊村があった。藩政時代は鳥取藩領の気多郡八幡郷（やわたのごう）に属した。
村名は「やつかうみ」の意味で、姉泊から船磯まで延々と続く海ぎわを表したものと考えられる。

## 沿革
- 天保5年（1834年） - 姫路村から枝郷の姉泊村が分村する[1]。
- 1877年（明治10年）5月22日 - 姫路村と姉泊村が合併して八束水村となる[2]。
- 1881年（明治14年）9月12日 - 鳥取県再置。
- 1883年（明治16年）- 山宮村（後の逢坂村大字山宮）に置かれた連合戸長役場の管轄区域になる。
- 1886年（明治19年）- 所轄の連合戸長役場が勝見村（後の正条村大字勝見）に変更される[3]。
- 1889年（明治22年）10月1日 - 町村制の施行により、自治体としての気多郡八束水村が発足。大字は編成せず。正条村（初代）との組合役場を同村大字勝見村に設置[1][4]。
- 1896年（明治29年）4月1日 - 郡制の施行により、高草郡・気多郡の区域をもって気高郡が発足し、気高郡八束水村となる。
- 1915年（大正4年）6月1日 - 正条村と合併し、改めて正条村（2代、後の浜村町）が発足[5]。正条村大字八束水となる[6]。

## 教育
- 八束水尋常小学校：1908年（明治41年）10月に正条尋常高等小学校に統合され八束水分教場となる。1922年（大正11年）4月廃止[1]。

## 交通

### 鉄道
- 最寄りの駅：浜村駅